# Berchemiella wilsonii
Berchemiella wilsonii är en brakvedsväxtart som först beskrevs av Camillo Karl Schneider, och fick sitt nu gällande namn av Takenoshin Nakai. Berchemiella wilsonii ingår i släktet Berchemiella och familjen brakvedsväxter. Utöver nominatformen finns också underarten B. w. pubipetiolata.